# Caméra thermique

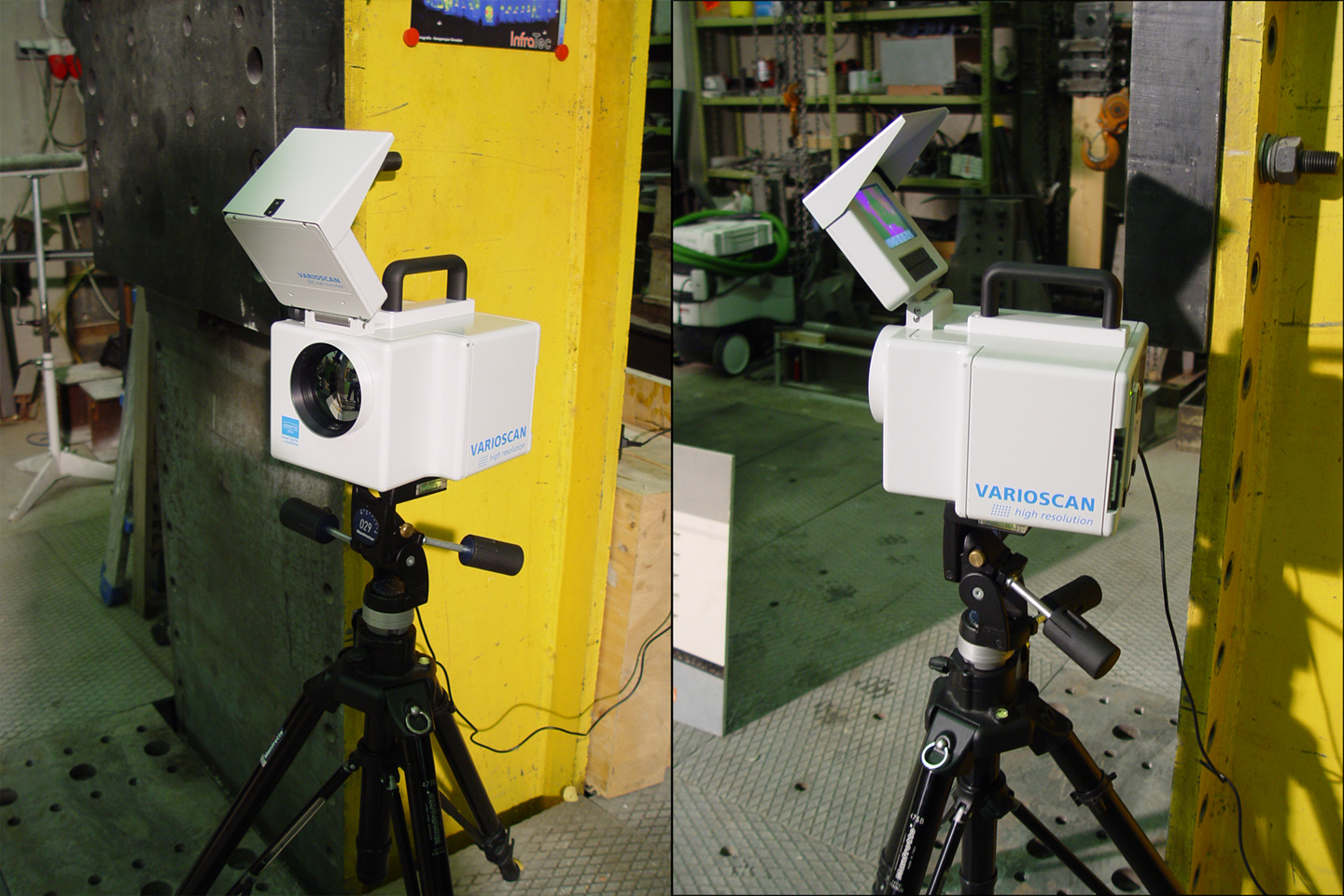
Caméra thermique.

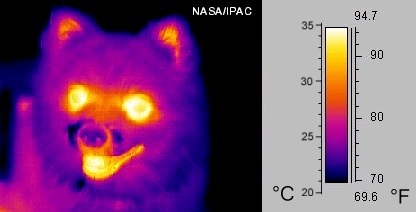
Image thermique d'un chien.

Une caméra thermique capte le rayonnement infrarouge, émis par les corps et qui varie en fonction de leur température. Une caméra thermique produit donc des images représentatives de la température des objects filmés.
Bien que la longueur d'onde du rayonnement infrarouge dépende de la température, les caméras thermiques ont en général un seul canal (comme une caméra monochrome) et se contentent de produire une image de l'intensité du rayonnement, qui permet également d'apprécier la température de la source. La couleur produite par la caméra est une fausse couleur, obtenue en associant une couleur à l'intensité reçue, afin de faciliter la lecture directe de la température : à chaque couleur de l'image correspond une température.

## Domaines d'utilisation
Une caméra thermique peut être utilisée dans de nombreuses situations.

### Automobile

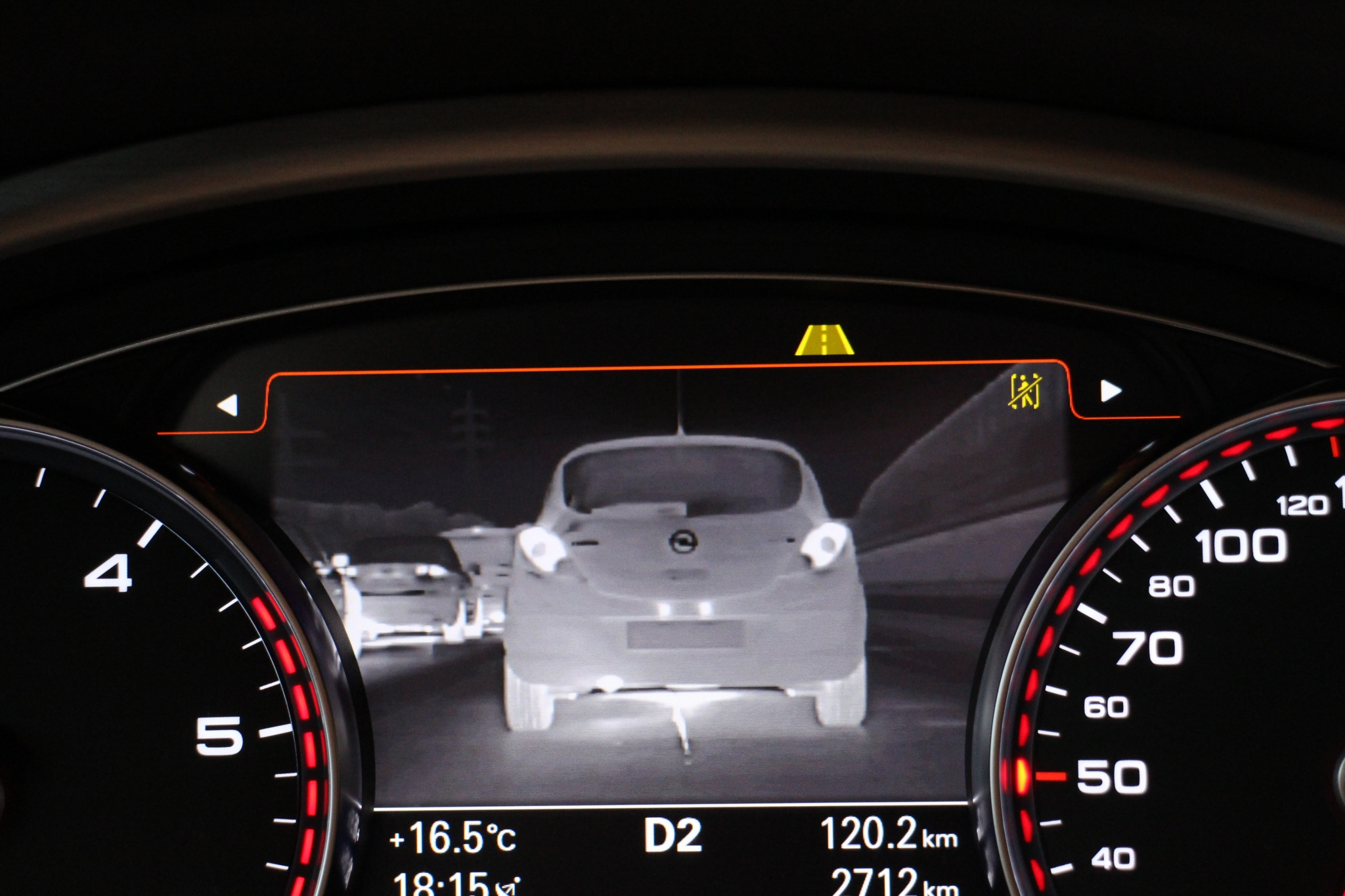
Affichage sur la tableau de bord d'une Audi A8 des images d'une caméra passive, entre le compteur de vitesse et le compte-tours.

Certaines automobiles sont équipées de caméras thermiques pour détecter piétons et animaux la nuit. La caméra s'accompagne alors d'un système d'affichage et ou d'avertissement du conducteur.

### Secourisme
- Recherche de victimes, surtout dans de grands volumes tels que parkings souterrains, usines, halls de stockage.
- Secourisme, lors d'une intervention pour un accident de la circulation de nuit en campagne, pour détecter un éventuel corps éjecté hors de la route ;
- En sauvetage-déblaiement, pour localiser une victime dans un local difficilement accessible.

La caméra thermique doit être adaptée lorsqu'elle est utilisée en atmosphères explosibles, par exemple en étant antidéflagrante.

### Lutte contre l'incendie
La caméra infrarouge peut servir en lutte contre l'incendie. Elle permet de détecter très rapidement un foyer ou même un feu couvant, par exemple :
- feu ou foyer résiduel dans un joint de dilatation ;
- point chaud après extinction d’un feu de cheminée ou de combles ;
- feu électrique : court-circuit, faux-contact entraînant une surchauffe ponctuelle.

### Industrie et recherche
Dans le domaine de la recherche et développement et jusqu'au dépannage, l'imagerie infrarouge permet (sans toucher ni dégrader l'échantillon ou l'objet étudié) de révéler de nombreux types d'anomalies dans le contrôle de fabrication, par exemple de systèmes de combustion ou de propulsion, de systèmes de refroidissement, de circuits imprimés, de nouveaux matériaux, pour étudier des phénomènes de changement de phase ou certaines réactions thermiques (exothermiques ou endothermiques), ou encore les écoulements laminaires ou certains vortex d'une conception aérodynamique. 
Elle permet de mieux voir et mesurer certaines contraintes mécaniques, des phénomènes de contrainte thermique, de chocs thermiques, des anomalies de température, de dissipation thermique, de chaleur latente ou d'autres caractéristiques thermiques de matériaux, qui parfois traduisent des frottements anormaux, défaut de lubrification, des vices ou défauts cachés (bulles, fissures, interstices, phénomène de corrosion ou de délamination ou un décollement, etc. 
Lors du dépotage de wagons ou de citernes, le niveau dans la cuve de certains produits chimiques peut être observé à l'aide de la caméra thermique. 
Des progrès techniques en améliorent la sensibilité et précision (résolution géométrique, objectifs macro et applications à la microscopie photothermique...) et la réactivité dans le cas des vidéos thermiques. L'étude des plantes et de la faune ou encore des températures de surface de l'eau a aussi bénéficié des caméras thermiques.

### Surveillance

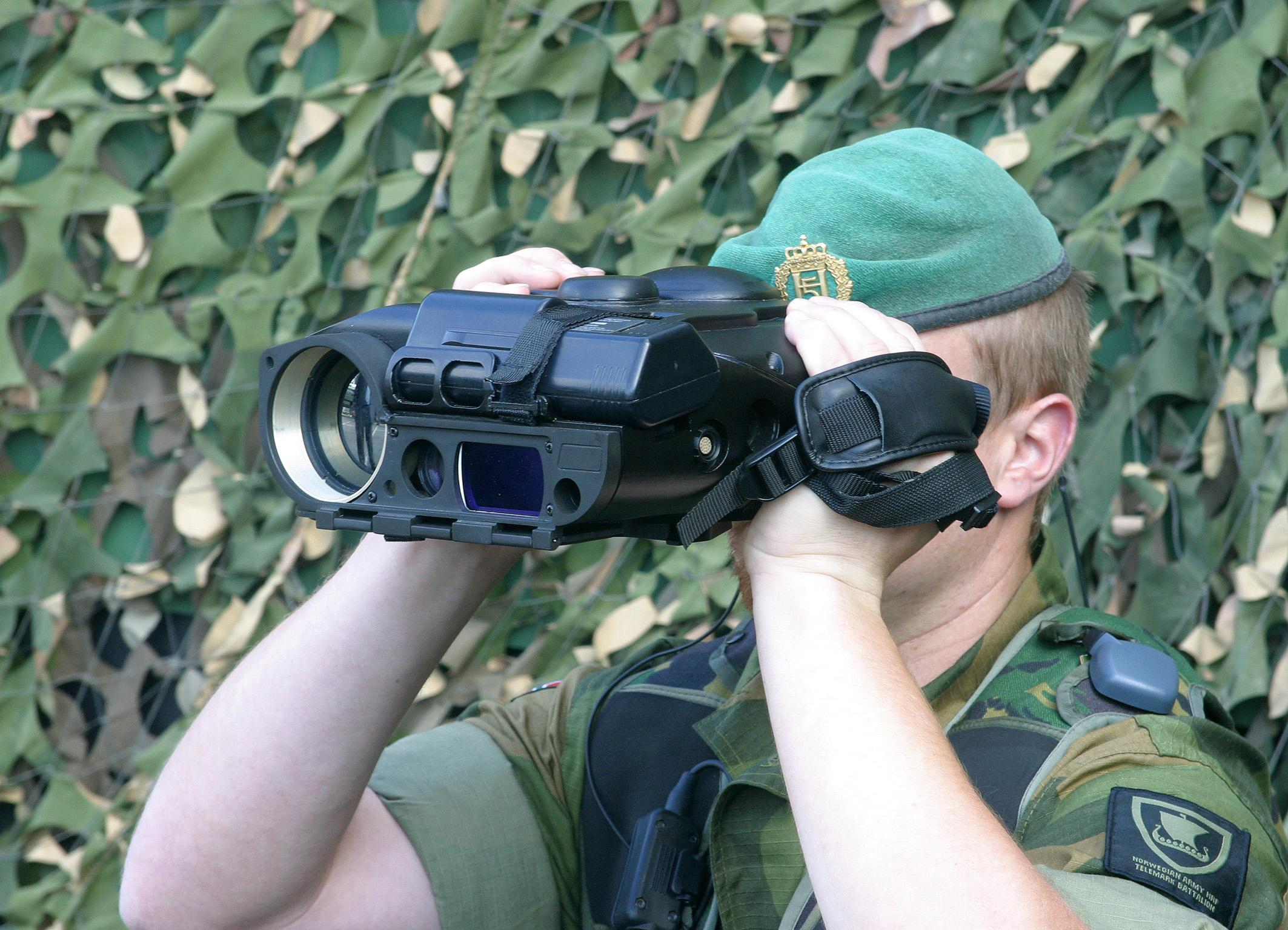
Caméra portable Sophie de Thales utilisée par un militaire norvégien en 2010.

Les armées et les services de police ou de lutter contre le braconnage les utilisent pour les opérations de nuit.
Récemment[Quand ?], des exploitants de salles de cinéma aux États-Unis ont équipé leurs personnels de caméras thermiques afin de détecter les personnes filmant les projections depuis la salle (screening).

### Bâtiment
- détection des points faibles de l'isolation thermique d'un bâtiment ;
- vérification des températures des canalisations et installations de chauffage, notamment pour le contrôle des planchers chauffants ;
- vérification des armoires électriques par visualisation des surchauffes des connexions, ou de certains composants.

### Médecine
Les caméras thermiques peuvent servir à déceler des personnes ayant une fièvre suspecte, par exemple dans les aéroports.

### Environnement

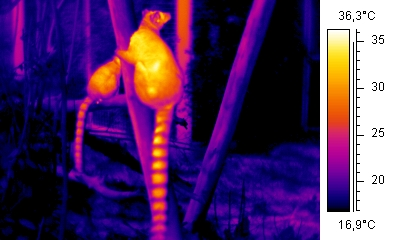
Image thermographique d'un Lémur catta.

Elles peuvent être utilisées pour les inventaires, suivis et évaluations naturalistes étude des espèces nocturnes telles que les chauve-souris sans les déranger avec une source de lumière visible,.

### Aéronautique
Certains avions militaires et/ou civils récent utilisent ces caméras afin de faciliter le pilotage de l'avion la nuit ou dans un épais brouillard. Ce système est appelé Système de vision en vol améliorée.

## Types

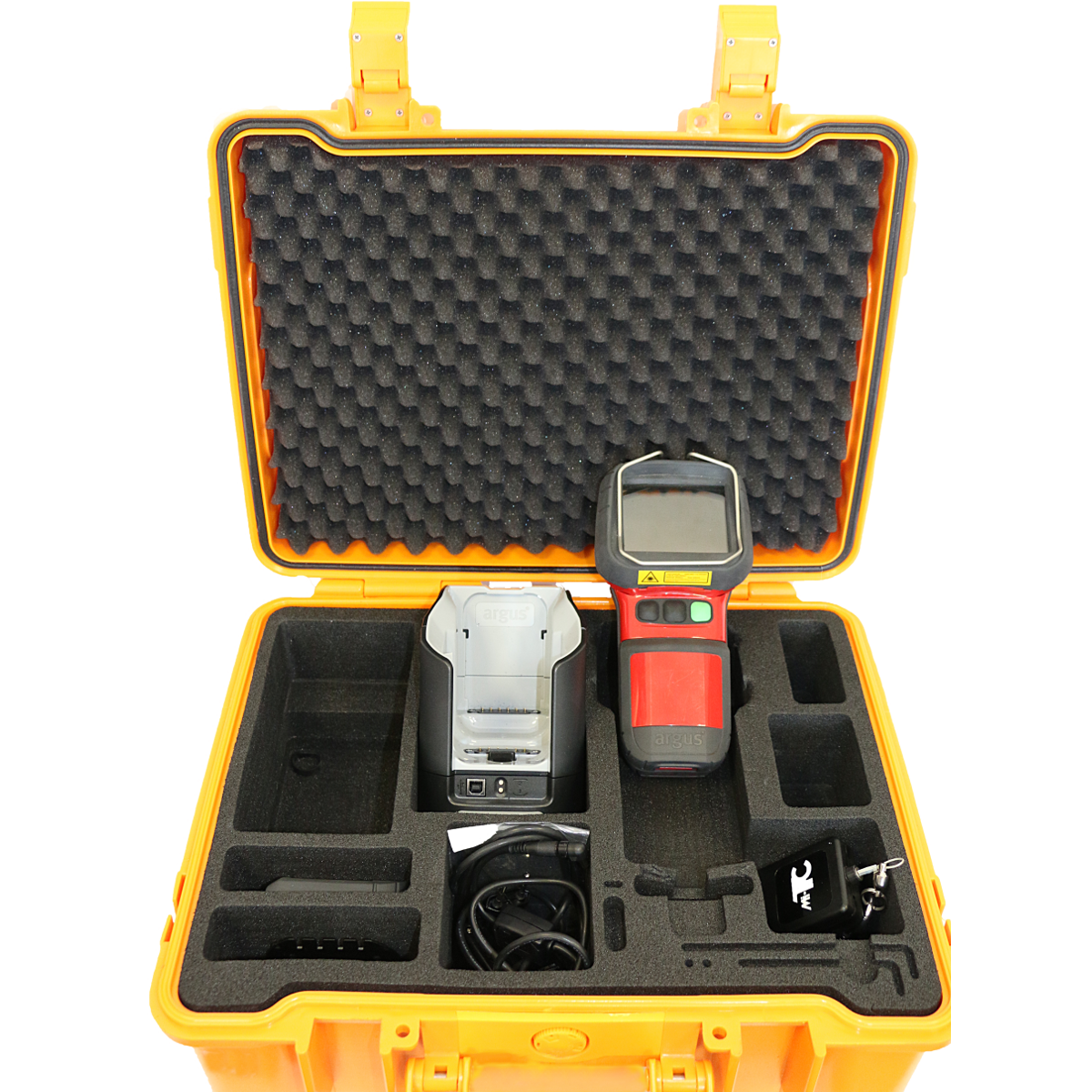
Caméra thermique ARGUS.

Il existe principalement deux types de caméras thermiques :
- les caméras avec un capteur infrarouge non refroidi. Le capteur fonctionne par la mesure de la variation d'une grandeur (courant, tension) en fonction de la température en chaque point du capteur. Cette température varie en fonction de la quantité de rayonnement infrarouge reçue. Comme ce type de caméra n'a pas besoin d'enceinte cryogénique, il est meilleur marché que l'autre type, mais souffre de performances inférieures ;
- les caméras avec un capteur infrarouge refroidi. Ce type de caméra utilise un conteneur refroidi par des techniques de cryogénie, le capteur étant enfermé dans une enceinte sous vide ou dans un vase Dewar. Le capteur utilisé est un capteur photographique mais grâce à l'utilisation de matériaux différents de ceux des appareils photographiques, il permet l'acquisition dans le domaine de l'infrarouge. Sans système de refroidissement, le capteur serait ébloui à cause de sa propre émission infrarouge.

## Caractéristiques
Les caméras thermiques sont définies par leur résolution spatiale (le plus petit objet visible) et leur résolution thermique (la plus petite différence de température perceptible). Ces deux résolutions ne sont pas indépendantes et les caméras sont en général caractérisées par la courbe donnant l'évolution de la résolution thermique en fonction de la résolution spatiale. Cette courbe s'appelle courbe de MRTD.
Une caméra thermique ne permet généralement pas de voir derrière une paroi ou un obstacle. Elle reproduit la chaleur emmagasinée par un corps, ou montre le flux thermique d'une paroi en raison d’un foyer se trouvant à l’arrière.
Les vitres ainsi que les parties métalliques polies reflètent l’image thermique tels un miroir. Cette image, moins nette, peut induire un observateur en erreur.